# جسر تششمه غيلاس
جسر تششمه غيلاس (بالفارسية: پل چشمه گیلاس) هو جسر تاريخي يعود إلى عصر الدولة البهلوية، ويقع في مقاطعة تشناران.